# Федченко Микола Юхимович
Федченко Микола Юхимович (нар.5 грудня 1885, с. Озаричі, Конотопський район,  Сумська область — † ?) — підполковник Армії УНР.

## Життєпис
Народився у селі Озаричі Чернігівської губернії. Останнє звання у російській армії — поручик.
У 1918–1919 pp. — значковий 2-го Сірожупанного полку Армії Української Держави i i Дієвої армії УНР. Був учасником Першого Зимового походу як командир 4-го збірного пішого Сірожупанного полку Волинської дивізії Дієвої армії УНР.
У 1920—1921 pp. — помічник командира 1-го збірного куреня 4-ї Сірожупанної бригади 2-ї Волинської дивізії Армії УНР.
З 1923 року жив на еміграції у Калішу. Подальша доля невідома.